# 吾父吾血
《吾父吾血》（英語：Blood Father）是一部2016年法國動作驚悚片，由強-法蘭柯·瑞西執導
，改編自彼得·克雷格的同名小說。電影主演包括梅爾·吉勃遜、艾琳·莫里亞蒂、狄亞哥·盧納、麥可·帕克斯和威廉·霍爾·梅西。
電影最初於2016年5月21日在第69屆坎城影展上作全球首映，獅門首映定於2016年8月12日在美國上映。

## 劇情
故事敘述有著前科的美國退伍軍人約翰·林克假釋出獄，他與自己的女兒關係疏遠，但未料，長期失聯的女兒遭到毒犯份子追殺，使得約翰必須在保護她的同時，也與對方交戰。

## 角色
- 梅爾·吉勃遜 飾 約翰·林克（John Link）
- 艾琳·莫里亞蒂 飾 莉迪婭·林克（Lydia Link）
- 威廉·霍爾·梅西 飾 柯比·柯帝斯（Kirby Curtis）
- 狄亞哥·盧納 飾 約拿·平茲爾納（Jonah Pincerna）
- 湯瑪斯·曼恩 飾 傑森（Jayson）
- 黛爾·迪奇 飾 瑞秋（Cherise）
- 麥可·帕克斯 飾 傳教士
- Daniel Moncada 飾 丘普（Choop）

## 評價
電影獲得正面好評。爛番茄根據45條評論，新鮮度88%，平均得分6.7／10。Metacritic得分67，評價正面居多。

## 外部連結
- 互联网电影数据库（IMDb）上《吾父吾血》的资料（英文）
- 爛番茄上《吾父吾血》的資料（英文）